# فرازير ديغبي
فرازير ديغبي (بالإنجليزية: Fraser Digby)‏ هو لاعب كرة قدم بريطاني، ولد في 23 يناير 1967 في شفيلد في المملكة المتحدة. شارك مع منتخب إنجلترا تحت 21 سنة لكرة القدم. أما مع النوادي، فقد لعب مع أولدهام أثلتيك وسويندون تاون وكريستال بالاس وكوينز بارك رينجرز ومانشستر يونايتد ونادي باري تاون يونايتد وهدرسفيلد تاون.

## وصلات خارجية
- فرازير ديغبي على موقع قاعدة بيانات كرة القدم.إي يو (الإنجليزية)
- فرازير ديغبي على موقع Soccerbase.com (لاعب) (الإنجليزية)
- فرازير ديغبي على موقع عالم كرة القدم.نت (الإنجليزية)